# Heidelheim
Heidelheim je městskou částí města Selb. Nachází se v údolí řeky Ohře v oblasti Horní Franky, přibližně 8 kilometrů západně od centra Selbu. Východně od obce prochází dálnice A93. Mezi místní zajímavosti patří Rechtlova zahrada, kterou spravují jednotlivé statky, přičemž s touto správou jsou spojena specifická práva a povinnosti.

## Historie
Obec byla vybudována mezi dvěma rybníky a poprvé je zmiňována během vlády císaře Karla IV. V roce 1827 měla obec 25 domů. V roce 1978 byl Heidelheim administrativně začleněn do města Selb. Podle údajů z roku 2001 měla obec 40 domů a 109 obyvatel. 